# Somero
Somero es un municipio de Finlandia situado en la región de Finlandia Propia. En 2018 su población era de 8.881 habitantes. La superficie del término municipal es de 697,67 km², de los cuales 29,86 km² son agua. El municipio tiene una  densidad de población de 13,30 hab./km².
Limita con los municipios de Koski Tl, Loimaa, Salo y Ypäjä en su misma región; Jokioinen y Tammela, en la región de Tavastia Propia, y Lohja en la región de Uusimaa.
El ayuntamiento es unilingüe en finés.

## Ciudades hermanadas
La ciudad de Somero está hermanada con las siguientes ciudades:
- Otterup, Dinamarca
- Protvino, Rusia
- Tune, Noruega
- Vindafjord, Noruega
- Älvkarleby, Suecia
- Narva, Estonia